# Ceranemota
Ceranemota és un gènere de papallones nocturnes de la subfamília Thyatirinae de la família Drepanidae.

## Taxonomia
- Ceranemota improvisa Edwards, 1873
- Ceranemota fasciata Barnes & McDunnough, 1910
- Ceranemota crumbi Benjamin, 1938
- Ceranemota semifasciata Benjamin, 1938
- Ceranemota tearlei Edwards, 1888
- Ceranemota partida Clarke, 1938
- Ceranemota albertae Clarke, 1938
- Ceranemota amplifascia Clarke, 1938